# Karlheinz Pflipsen
Karlheinz Pflipsen (Mönchengladbach, 31 ottobre 1970) è un ex calciatore tedesco.

## Carriera

### Club
Centrocampista, giocò dal 1989 al 1999 al Borussia Mönchengladbach accanto a campioni come Stefan Effenberg e Martin Dahlin. Con il Borussia vinse la Coppa di Germania nel 1995 contro il Wolfsburg e perse l'edizione del 1992 contro l'Hannover 96.
Nel 1999 fu acquistato dal Panathīnaïkos e mostrò nel campionato greco la sua classe. Nel match di Champions League tra Panathinaikos e Deportivo de La Coruña gli si ruppe un legamento crociato della gamba sinistra.
Successivamente giocò per Alemannia Aachen e terminò la carriera nelle file del Monaco 1860 nel 2005.

### Nazionale
Con la Germania disputò una sola partita il 13 settembre 1993, contro gli USA (4-3).

## Palmarès

### Club

#### Competizioni nazionali
- Coppa di Germania: 1

Borussia Monchengladbach: 1994-1995